# Aeródromo de Miraflores
El aeródromo de Miraflores (OACI: MPMF) es un aeródromo público panameño que sirve al pueblo de La Palma, ciudad portuaria y capital de la provincia de Darién. El aeródromo está localizado a 7 kilómetros  al sur de La Palma y reemplaza al aeropuerto cerrado de Capitán Ramón Xatruch.

## Información técnica
El aeródromo tiene una pista de aterrizaje de asfalto que mide 735 metros en longitud. En dirección al oeste desde la pista de aterrizaje, el terreno está en inclinación.
El VOR de La Palma (Ident: PML) está localizado a 7,6 kilómetros al norte del aeródromo.

## Aerolíneas y destinos
| Aerolíneas | Destinos                            |
| ---------- | ----------------------------------- |
| Air Panama | Ciudad de Panamá-Marcos A. Gelabert |